# Casbia resinacea
Casbia resinacea är en fjärilsart som beskrevs av Turner 1919. Casbia resinacea ingår i släktet Casbia och familjen mätare. Inga underarter finns listade i Catalogue of Life.